# Список файлових систем
Існує велика кількість файлових систем, кожна з яких створена для певних потреб: одні орієнтовані на високу продуктивність, інші – на надійність або підтримку специфічних функцій (наприклад, журналювання, шифрування, роботу з дуже великими томами чи великою кількістю дрібних файлів). Різні операційні системи підтримують різні файлові системи. Багато старих ОС мали лише одну «рідну» файлову систему, яка зазвичай не мала окремої назви, а називалася так само, як і сама операційна система. Нижче наведено список файлових систем із короткими характеристиками кожної з них. Найпоширенішими файловими системами станом на середину 2020-х років є NTFS (стандартна для Windows NT), ext4 (типова для багатьох Linux-дистрибутивів), APFS (для macOS). Формати сімейства FAT (наприклад, FAT32 та exFAT) досі широко використовуються на змінних носіях (флеш-накопичувачах, картках пам’яті) для обміну даними між пристроями, що актуально і для користувачів в Україні.

## Дискові файлові системи
Дискові файлові системи зазвичай працюють із блочною структурою носія. Дані в таких системах зберігаються у вигляді послідовності блоків, що дозволяє здійснювати довільний доступ для читання, запису та модифікації файлів.
- ADFS – Advanced Disc Filing System від компанії Acorn; наступник їхньої попередньої файлової системи DFS (Disc Filing System) для комп’ютерів Acorn.
- AdvFS – Advanced File System, розроблена компанією Digital Equipment Corporation для їхньої UNIX-системи Digital UNIX (пізніше відомої як Tru64 UNIX).
- APFS – Apple File System, сучасна файловa система від Apple для їхніх пристроїв (використовується в macOS, iOS та ін.). Розроблена як наступне покоління після HFS+.
- AthFS – файлова система AtheOS (операційної системи AtheOS); 64-бітна журналована файлова система, нині використовується в ОС Syllable. Також відома як AFS (не плутати з іншими AFS).
- BFS (Boot File System) – файлова система завантаження, використовувалася в UNIX System V Release 4.0 та SCO UnixWare для зберігання файлів, необхідних при завантаженні.
- BFS (Be File System) – файлова система операційної системи BeOS; іноді її називають BeFS. OpenBFS – відкрита реалізація цієї ФС, використовується в сучасній ОС Haiku (нащадок BeOS).
- Byte File System (BFS) – файловa системa для платформи IBM z/VM (VM/CMS) для забезпечення роботи Unix-подібних компонентів на цій мейнфреймовій ОС.
- Btrfs – файлова система з механізмом copy-on-write (копіювання під час запису) для Linux, анонсована Oracle у 2007 році та випущена під ліцензією GNU GPL. Використовує B-дерева для організації даних і підтримує багато сучасних функцій.
- CFS – Cluster File System від компанії Veritas (Symantec); варіант файлової системи VxFS з паралельним доступом у кластері.
- CP/M file system – рідна файлова система ОС CP/M (Control Program for Microcomputers), вперше випущеної в 1974 році; використовувалася на комп’ютерах 1970–80-х, не мала окремої назви.
- DFS – Disc Filing System від Acorn; попередниця ADFS для комп’ютерів Acorn.
- DOS 3.x – файлова система, яка спочатку використовувалася операційною системою Apple DOS 3.x (для комп’ютерів Apple II). Була орієнтована на гнучкі дискети.
- Extent File System (EFS) – стара блочна файлова система в операційній системі SGI IRIX.
- ext – “Extended File System”, перша файлова система сімейства ext, розроблена для ранніх систем Linux.
- ext2 – “Second Extended File System”, друга версія ext, розроблена для Linux. Довгий час була основною файловою системою в Linux до появи журналування.
- ext3 – журналююча версія ext2 (додає механізм журналування змін, що підвищує надійність після збоїв).
- ext4 – подальший розвиток ext3; журналююча файловa система з підтримкою extent-технології (зберігання файлу у вигляді ділянок на диску) та інших удосконалень. Зараз ext4 – стандартна ФС у багатьох Linux-дистрибутивах.
- ext3cow – версія ext3 з підтримкою версійності файлів (зберігання історії змін).
- FAT – File Allocation Table (таблиця розміщення файлів), початково використовувалася в MS-DOS та перших версіях Windows, а нині надзвичайно поширена на змінних носіях (USB-флеш, карти пам’яті) та інших пристроях. Існують варіанти: FAT12, FAT16 і FAT32 – з таблицею розміщення відповідно на 12, 16 і 32 біти. Формати FAT12/16 застосовувалися на дискетах і ранніх жорстких дисках, FAT32 – широко використовується для флеш-накопичувачів і карт пам’яті через підтримку більших обсягів даних.
  - VFAT – опціональний розширений режим FAT у Windows, що дозволяє використовувати «довгі» назви файлів (до 255 символів) замість формату 8.3, який підтримує базовий FAT.
  - FATX – модифікований варіант FAT від Microsoft, що використовувався на оригінальній ігровій консолі Xbox.
- FFS (Amiga) – Fast File System, файловa системa, яка використовувалася на комп’ютерах Amiga. Еволюціонувала з часом: існують версії FFS1, International FFS, FFS з кешуванням (DCache), FFS2 тощо.
- FFS (BSD) – Berkeley Fast File System, журналююча файлова система, що використовується в системах сімейства BSD (похідна від оригінальної UFS з удосконаленнями від Університету Берклі).
- Fossil – файлова система-репозиторій знімків (snapshot archival file system) операційної системи Plan 9 from Bell Labs. Використовується разом з системою зберігання резервних копій Venti.
- Files-11 – файлова система ОС OpenVMS від DEC; також застосовувалася на деяких системах PDP-11. Підтримує файли з організацією у вигляді записів (record-oriented files).
- Flex machine file system – файлова система для комп’ютера Flex (маловідома обчислювальна система; деталі реалізації публічно майже не висвітлені).
- HAMMER – кластерна файлова система ОС DragonFly BSD (розробник – Метт Діллон). З’явилася у 2009 році (версія DragonFly 2.2) як стабільне рішення для кластерного зберігання.
- HAMMER2 – наступне покоління файлової системи DragonFly BSD від Метта Діллона. Починаючи з релізу DragonFly 5.2 (2018) рекомендована як файлова система за замовчуванням для кореневого розділу.
- HFS (IBM) – Hierarchical File System від IBM, використовувалася в мейнфреймовій ОС MVS (з MVS/ESA OpenEdition до z/OS V2R4). Не плутати з Apple HFS. В IBM z/OS оголошено про міграцію користувачів з HFS на новішу zFS; підтримку HFS у z/OS V2R5 припинено.
- HFS (Apple) – Hierarchical File System, ієрархічна файлова система, застосовувалася в класичних Mac OS до появи HFS+. Відома також як «Mac OS Standard». Прийшла на зміну більш примітивній Macintosh File System (MFS) і сама була пізніше витіснена HFS+. Не плутати з IBM HFS (різні системи).
- HFS+ – покращена версія файлової системи Apple HFS, підтримувана в Mac OS 8.1 та пізніших, включно з сучасною macOS (під назвою “Mac OS Extended”). Додано журналювання, що підвищує надійність (дозволяє відновити дані після збою системи). HFS+ понад десятиліття була основною ФС на комп’ютерах Mac до запровадження APFS.
- HPFS – High Performance File System, високопродуктивна файлова система від IBM/Microsoft для OS/2. Розроблена у 1980-х для заміни FAT в OS/2, забезпечувала довгі імена файлів та кращу організацію, але нині практично не використовується.
- HTFS – High Throughput FileSystem, файлова система з високою пропускною здатністю, використовувалася в UNIX-подібній ОС SCO OpenServer.
- ISO 9660 – стандартна файлова система для оптичних дисків CD-ROM (і пізніше DVD-ROM). Забезпечує портативність даних між різними системами. Має розширення Rock Ridge (для зберігання атрибутів файлових систем Unix на дисках) та Joliet (для довших імен файлів і Unicode на Windows).
- JFS – Journaled File System від компанії IBM, журналююча файловa системa, доступна на Linux, OS/2 та AIX. Підтримує екстенти (збереження послідовних блоків даних одним діапазоном).
- LFS – файлова система типу log-structured (з журналоподібною організацією даних) у складі 4.4BSD.
- MFS (Macintosh File System) – початкова файлова система комп’ютерів Apple Macintosh (використовувалася у перших версіях Classic Mac OS). Згодом була замінена на ієрархічну HFS через обмежені можливості MFS.
- Next3 – модифікація файлової системи ext3 з підтримкою знімків (snapshots). Експериментальний проєкт, що пропонував можливість створення точок відновлення на ext3.
- MFS (TiVo Media File System) – пропрієтарна файлова система для DVR-пристроїв TiVo; відмовостійка (захищає від пошкоджень), оптимізована для безперервного запису телеефіру на жорсткий диск у реальному часі.
- Minix file system – файлова система ОС Minix (навчальна UNIX-подібна ОС). Дуже проста, використовувалася для дискет та невеликих розділів.
- NILFS – New Implementation of a Log-Structured File System, реалізація журналоподібної файлової системи для Linux, що підтримує безперервні знімки (snapshots).
- NTFS – New Technology File System, стандартна файлова система сімейства Windows NT від Microsoft. Використовується у сучасних версіях Windows (Windows 2000, XP, Vista, 7, 8, 10, 11 тощо). Підтримує журналювання, розширені атрибути, засоби відновлення після збоїв, розвинені механізми керування доступом та інші сучасні можливості.
- NeXT – файлова система комп’ютерів NeXTstation і NeXTcube (OS NeXTSTEP). Мала деякі унікальні особливості, але поширення не набула через зникнення платформи NeXT.
- NetWare File System – початкова файлова система мережевої ОС Novell NetWare версій 2.x–5.x. У пізніших версіях NetWare застосовувалася опційно, з часом її витіснила NSS.
- NSS – Novell Storage Services, 64-бітна журналована файлова система від Novell, використовувана в NetWare 5.x і вище, а пізніше портована і на Linux. Використовує збалансовані дерева B+ та забезпечує високу продуктивність і надійність.
- OneFS – «One File System», розподілена журналована файлова система компанії Isilon (нині належить Dell EMC). Використовується в кластерних NAS-системах Isilon. Реалізує технології FlexProtect і коди Ріда-Соломона для забезпечення працездатності навіть за виходу з ладу до чотирьох дисків одночасно.
- OFS – Old File System, файлова система ранніх комп’ютерів Amiga. Була ефективна для гнучких дисків, але мала обмеження на жорстких дисках, тому з часом була витіснена сучаснішими (FFS та ін.).
- OS-9 file system – файлова система реального часу OS-9 (RTOS для 6809 і 68k процесорів). Досить проста, оптимізована для роботи на гнучких дисках і ОЗП.
- PFS (Amiga) – серія високопродуктивних файлових систем (PFS, PFS2, PFS3 тощо) для Amiga. Вважаються технічно цікавими, забезпечують високу швидкодію в багатьох сценаріях.
- ProDOS – файлова система, що прийшла на зміну Apple DOS 3.x для комп’ютерів Apple II (зокрема моделі IIgs). Підтримувала структуру каталогів (на відміну від попередниці) та інші покращення.
- Qnx4fs – файлова система реального часу QNX (версій 4 та 6). Розроблена для високонадійної роботи у вбудованих системах на базі QNX.
- ReFS (Resilient File System) – файлова система від Microsoft, представлена у Windows Server 2012. Орієнтована на високу стійкість до пошкоджень даних у серверних середовищах (має вбудовані механізми перевірки та самовідновлення метаданих, копіювання записів тощо). У нових версіях Windows підтримує й функції дедуплікації та ін.
- ReiserFS – журналююча файлова система для Linux, відома застосуванням ефективних збалансованих дерев (B*-дерев) для зберігання великої кількості дрібних файлів. Була популярна на початку 2000-х років (за швидкодію на малих файлах), але поступово витіснена іншими рішеннями.
- Reiser4 – наступник ReiserFS, також використовує журналування та вдосконалені структури даних. Пропонує нові можливості (плагіни для зберігання різних типів даних тощо), але через складну історію проєкту не увійшов до основного складу ядра Linux.
- Reliance – транзакційна файлова система від компанії Datalight, орієнтована на високонадійні вбудовані застосування (гарантує цілісність даних при збоях).
- Reliance Nitro – деревоподібна транзакційна файлова система з механізмом copy-on-write, розроблена Datalight для високопродуктивних вбудованих систем. Забезпечує високий рівень надійності та швидкодії. У 2019 році разом із компанією Datalight перейшла до Tuxera.
- RFS – рідна файлова система ОС RTEMS (операційна система реального часу).
- SkyFS – файлова система ОС SkyOS (закритої операційної системи, що розроблялася ентузіастами). Створена як заміна BFS (Be File System) в SkyOS, базується на концепціях BFS, але містить багато нових можливостей. (SkyOS не отримала широкого розповсюдження, проєкт припинено.)
- SFS – Smart File System, журналована файлова система для платформ Amiga. Позиціонується як більш ефективна та надійна ФС для AmigaOS з підтримкою сучасних можливостей.
- Soup (Apple) – специфічна система зберігання даних для платформи Apple Newton (персональних цифрових помічників Newton). По суті є не стільки файловою системою, скільки пласкою базою даних («супом» об’єктів), в якій зберігаються записи користувача.
- Tux3 – експериментальна версійна файлова система для Linux, задумана як наступник ext3. Розробка просувалася у 2008–2014 роках, але не досягла широкої реалізації.
- UDF – Universal Disk Format, пакетно-орієнтована (packet-based) файлова система для оптичних носіїв типу CD-RW, DVD±RW, BD (WORM – носії з одноразовим записом і перезаписувані диски). На відміну від ISO 9660, дозволяє записувати дані блоками. Згодом UDF адаптовано також для жорстких дисків і флеш-пам’яті.
- UFS – Unix File System, стандартна файлова система в класичних Unix-подібних ОС. Вперше з’явилася у 1980-х в BSD (також відома як FFS в BSD-реалізації). Використовується в SunOS/Solaris та старих версіях BSD.
- UFS2 – наступна версія UFS, використовується в новіших версіях BSD (FreeBSD, OpenBSD та ін.). Додає підтримку більших розмірів, розширені часові позначки тощо.
- VaultFS – паралельна розподілена масштабована файлова система від компанії Swiss Vault для Linux/Unix. Забезпечує високий рівень відмовостійкості та гнучку конфігурацію (описана детальніше нижче в інших категоріях).
- VxFS – Veritas File System, перша комерційна журналована файлова система (розробка компанії Veritas, зараз Symantec). Використовувалася на Unix-системах HP-UX, Solaris, Linux, AIX, UnixWare та ін. Була відома своєю надійністю та продуктивністю у корпоративних середовищах.
- VTOC – Volume Table of Contents, таблиця вмісту тому – структура даних на мейнфреймах IBM (пристрої DASD – диски), що містить інформацію про розташування всіх файлів (dataset) на диску. Не є окремою файловою системою, але важлива частина організації даних на мейнфреймах.
- XFS – 64-бітна високопродуктивна журналована файлова система, спершу розроблена компанією SGI для їхньої UNIX-версії IRIX, пізніше портована на Linux (де стала стандартною ФС, зокрема у дистрибутивах Red Hat Enterprise Linux, CentOS). Відома ефективною роботою з великими файлами та паралельністю операцій вводу-виводу.
- zFS (IBM) – файлова система z/OS (IBM mainframe). Назва розшифровується як z/OS File System. Не плутати з іншими файловими системами, які мають схожу абревіатуру (наприклад, нижчеописані проєкти під назвою zFS або ZFS).
- zFS (IBM research) – експериментальна розподілена файлова система від IBM Research (не пов’язана з ZFS від Sun). Орієнтована на децентралізоване зберігання з кооперативним кешуванням та розподіленими транзакціями, використовує об’єктні сховища. Перебуває в розробці та не доступна публічно.
- ZFS – потужна комбінована файлова система та менеджер томів, спочатку розроблена компанією Sun Microsystems для ОС Solaris. ZFS поєднує традиційну файлову систему зі засобами керування масивом дисків. Вирізняється високою надійністю: використовує контрольні суми для всіх даних, має вбудовану підтримку дзеркалювання та надлишковості (різні рівні RAID-захисту), механізм copy-on-write забезпечує цілісність метаданих, а у разі пошкодження даних може автоматично відновити їх з дубліката (якщо є). Після відкриття початкового коду ZFS, цю систему портовано на багато інших платформ: вона підтримується у FreeBSD 7.0+, NetBSD, доступна в Linux (через проект OpenZFS) та як модуль FUSE. ZFS також підтримує шифрування даних (у нових версіях) та інші сучасні функції.

## Файлові системи з вбудованою відмовостійкістю
Дані файлові системи мають вбудовані механізми контролю цілісності (контрольні суми) та дублювання даних (дзеркалювання або зберігання паритету) для підвищеної надійності на одному чи кількох дискових пристроях.
- Bcachefs – перспективна файлова система для Linux з повною контрольної сумою як даних, так і метаданих. Розробляється як надбудова над блоковим кешем bcache. Включена до ядра Linux, починаючи з версії 6.7. (Bcachefs поєднує швидкодію і надійність, розглядається як можливий наступник ext4 та Btrfs.)
- Btrfs – файлова система на основі B-дерев, спочатку розроблена в Oracle Corporation. Має вбудовані засоби відмовостійкості: контрольні суми даних і метаданих, підтримку багатомісного зберігання (дзеркал, RAID), copy-on-write транзакційну модель.
- HAMMER та HAMMER2 – основні файлові системи ОС DragonFly BSD, створені Меттом Діллоном. Забезпечують відмовостійке кластерне зберігання даних (HAMMER2 – удосконалена версія, що стала стандартною у DragonFly).
- NOVA – (Non-Volatile Memory Accelerated file system) – файлова система, оптимізована для використання енергонезалежної пам’яті як основного сховища (Persistent Memory, NVDIMM тощо). Розроблена для максимальної швидкодії на пам’яті нового типу, що поєднує ознаки RAM і накопичувача.
- ReFS (Resilient File System) – файлова система від Microsoft із вбудованими засобами підвищення надійності. Використовує контрольні суми метаданих, автоматичне виправлення помилок, журналування, оптимізована для серверних сценаріїв (наприклад, на файлових серверів з великими масивами даних).
- Reliance – транзакційна файлова система від Datalight з використанням CRC (циклічних контрольних сум) для кожної транзакції. Забезпечує цілісність даних у разі збоїв живлення чи інших відмов, розроблена для відповідальних застосувань.
- Reliance Nitro – вдосконалена файлова система від Datalight (нині Tuxera): побудована за деревоподібною структурою, використовує технологію copy-on-write та CRC для високої надійності. Оптимізована для вбудованих систем, які вимагають високої продуктивності та надійності (наприклад, автомобільна електроніка).
- VaultFS – файлова система, що дозволяє гнучко налаштовувати схеми надлишковості (erasure coding: довільна кількість фрагментів даних та паритетних блоків) для будь-якого файлу чи каталогу. Має контрольну суму на кожному блоці, що дозволяє виявляти найменші пошкодження.
- ZFS – (див. вище). У контексті відмовостійкості: ZFS забезпечує контрольні суми для всіх даних; важливі метадані завжди зберігаються в кількох копіях. Рівень надлишковості задається користувачем (дзеркала, RAID-Z тощо). Механізм copy-on-write та транзакційний запис гарантують узгодженість даних. При виявленні пошкодженого блоку ZFS може автоматично відновити його з резервної копії (за умови наявності). Таким чином, ZFS є однією з найбільш відмовостійких файлових систем.

## Файлові системи, оптимізовані для флеш-пам’яті та SSD
Flash-пам’ять і інші твердотільні носії мають схожий інтерфейс з дисковими пристроями, але їхня робота характеризується іншими особливостями. На низькому рівні флеш-пам’ять потребує спеціальних підходів – зокрема, вирівнювання зносу (wear leveling) та поліпшених алгоритмів виправлення помилок. Зазвичай такі задачі виконує прошивка пристрою (наприклад, контролер SSD диска), тому на цих носіях можна використовувати звичайні дискові файлові системи. Однак для спеціалізованих випадків (наприклад, вбудовані системи, промислові застосування) доцільно застосовувати файлові системи, оптимізовані безпосередньо під роботу з «сирою» флеш-пам’яттю.
- 3FS (Fire-Flyer File System) – файлова система від компанії DeepSeek, призначена для високопродуктивної роботи з навантаженнями штучного інтелекту (тренування та висновки моделей AI). Оптимізує доступ до даних для забезпечення швидкої роботи AI-застосунків.
- APFS – Apple File System (див. вище) – хоча це універсальна ФС, вона включає оптимізації для флеш-накопичувачів (Apple першими перевели свої пристрої на SSD, тож APFS спроектована з урахуванням роботи на флеш-пам’яті).
- CHFS – файлова система в складі NetBSD, оптимізована для вбудованих систем і прямої роботи з флеш-пам’яттю (NOR/NAND). Забезпечує зносостійкість і надійність без апаратного контролера.
- exFAT – пропрієтарна файлова система від Microsoft, спеціально створена для флеш-носіїв (наприклад, SD-карт). Знімає обмеження FAT32 на розмір файлів (підтримує файли більше 4 ГБ) і розмір розділів, при цьому зберігає відносну простоту структури. Використовується на сучасних картках пам’яті, флешках та підтримується Windows, macOS, Linux та іншими системами. (Існує реалізація exFAT під назвою XCFiles для embedded-ОС VxWorks)
- ExtremeFFS – внутрішня флеш-файлова система SSD-накопичувачів (реалізація контролера), представлена компанією SanDisk. Оптимізує розподіл записів по флеш-чіпах для підвищення швидкодії і довговічності.
- F2FS – Flash-Friendly File System, відкрита файлова система для Linux, представлена компанією Samsung у 2012 році. Спроектована спеціально для NAND-флеш (eMMC, SD та SSD) з урахуванням особливостей зносу і швидкості.
- FFS2 – одна з перших спеціалізованих флеш-файлових систем, розроблена у Microsoft на початку 1990-х і запатентована. Ймовірно, мала попередника FFS1. Використовувалася у ранніх пристроях із флеш-пам’яттю.
- JFFS – Journaling Flash File System, оригінальна лог-структурна файлова система для Linux, призначена для NOR-флеш. Записує дані послідовно (як журнал) задля мінімізації стирань.
- JFFS2 – наступник JFFS, підтримує як NAND, так і NOR флеш-пам’ять, вирішує проблеми масштабування JFFS на більші об’єми даних. Довгий час був стандартом для флеш-ФС у вбудованих Linux-системах.
- LSFS – файлова система типу log-structured з підтримкою записуваних знімків та вбудованою дедуплікацією даних, розроблена компанією StarWind Software. Використовує DRAM і флеш для кешування даних на HDD, оптимізуючи роботу сховищ змішаного типу.
- LogFS – лог-структурна файлова система для Linux, створена як потенційна заміна JFFS2 з кращою масштабованістю на великі накопичувачі. Була в стадії розробки, але згодом проєкт припинив активний розвиток.
- NILFS – (див. вище) – файлова система для Linux з безперервним версіонуванням (кожен стан ФС зберігається як знімок). Лог-структурна за дизайном, добре підходить і для SSD завдяки послідовному запису.
- Non-Volatile File System – файлова система для флеш-пам’яті в кишенькових комп’ютерах Palm (Palm OS). Введена компанією Palm, Inc. для надійного зберігання даних у флеш чипах.
- NOVA – (див. вище) – файлова система для енергонезалежної пам’яті, яка також можна розглядати як “флеш”-систему нового покоління (для NVDIMM, 3D XPoint тощо).
- OneFS – (див. вище) – розподілена система Isilon, яка має можливість використовувати SSD для розміщення вибраних метаданих, прискорюючи доступ (в OneFS реалізовано гібридне зберігання з флеш-кешем).
- Reliance Velocity – пропрієтарна флеш-файлова система від компанії Tuxera (колишня Datalight) з акцентом на надійність (технологія fail-safe) та цілісність даних. Оптимізована для тривалих інтенсивних навантажень у вбудованих застосунках. Підтримує всі типи блочних флеш-носіїв: eMMC, UFS, Embedded SD, SD-карти, CompactFlash, SSD тощо. Сумісна з Linux, Android і QNX, може бути портована на інші ОС реального часу.
- Reliance Edge – пропрієтарна файлова система від Tuxera для ресурсозв’язаних вбудованих пристроїв. Має вбудовані механізми забезпечення цілісності даних (транзакційна технологія copy-on-write) та детерміновані операції. Може працювати на будь-яких блокових носіях. Налаштовується у варіантах “Small POSIX” чи “Full POSIX” для різного рівня сумісності з UNIX-інтерфейсами, портується на багато систем реального часу (RTOS). Існує сертифікований варіант Reliance Assure (вихідний код відповідає стандарту MISRA C та розроблений за моделлю ASPICE).
- Segger emFile – файловa системa від Segger Microcontroller Systems для глибоко вбудованих застосувань. Підтримує NAND і NOR флеш; забезпечує вирівнювання зносу, швидкі операції читання/запису та дуже низьке використання ОЗП, що критично для мікроконтролерів.
- SPIFFS – SPI Flash File System, проста файлова система з вирівнюванням зносу для невеликих NOR-флеш (популярна у мікроконтролерах з обмеженою пам’яттю, наприклад, ESP8266). Оптимізована для мінімального використання ресурсів.
- TFAT – транзакційний варіант файлової системи FAT (Transaction-Safe FAT File System), що забезпечує атомарність операцій. Використовується у деяких вбудованих пристроях, щоб уникнути пошкодження системи файлов через раптове вимкнення живлення.
- TrueFFS – комерційна внутрішня файлова система для SSD, розроблена M-Systems (пізніше SanDisk). Реалізує виправлення помилок, перестановку поганих блоків та вирівнювання зносу «прозоро» для файлової системи верхнього рівня. По суті, TrueFFS – прошивка контролера SSD.
- UBIFS – Unsorted Block Image File System, файлова система для Linux, що прийшла на зміну JFFS2. Оптимізована для роботи на NAND-флеш; підтримує великі об’єми, стиснення даних, надійніші алгоритми керування зносом.
- WAFL – Write Anywhere File Layout, внутрішня файлова система компанії NetApp (в складі їхньої ОС Data ONTAP для систем зберігання). Характеризується можливістю запису у будь-яке місце (copy-on-write), активно використовує NV-RAM для журналу. WAFL у парі з апаратним RAID-DP може витримувати вихід з ладу декількох дисків.
- YAFFS – Yet Another Flash File System, лог-структурна файлова система, спроектована для NAND-флеш (але може працювати і на NOR). Широко використовувалася на вбудованих Linux-пристроях (наприклад, на смартфонах з ОС Android ранніх версій). Забезпечує високу швидкість на операціях запису завдяки послідовній структурі.
- LittleFS – легковагова «безпечна до збоїв» файлова система від ARM для мікроконтролерів. Розроблена для файлових сховищ невеликого обсягу на SPI/NOR флеш. Відзначається малим кодовим розміром і надійністю (витримує несподівані відключення під час запису).
- JesFS – Jo’s Embedded Serial FileSystem, компактна і надійна файлова система для мікроконтролерів (16/32-бітних) з послідовною пам’яттю (SPI Flash). Проект з відкритим кодом (GPLv3), орієнтований на мінімальне використання ресурсів.

## Файлові системи, орієнтовані на записи (Record-oriented)
У файлових системах, орієнтованих на записи, файли зберігаються як набір логічних записів. Такі системи типові для мейнфреймових і міні-комп’ютерних ОС. Програми читають і пишуть цілі записи, а не довільні байти; можна здійснювати позиціонування на межі записів, але не всередині запису. Найбільш розвинені файлові системи цього типу за своєю природою ближчі до простих баз даних, ніж до звичних блокових файлових систем.
- CMS file system – рідна файлова система компонента CMS (Conversational Monitor System) операційної системи VM/370 (мейнфрейм IBM). Зберігає файли у вигляді окремих записів, доступних програмам CMS.
- Files-11 – файлова система OpenVMS (див. вище); ранні версії цієї ФС були строго орієнтовані на записи, пізніше додано підтримку потоків байтів, щоб розширити можливості.
- Michigan Terminal System (MTS) – експериментальна ОС (розроблена в Мічиганському університеті). Її файлова система підтримує так звані «line files» – файли, де довжина запису та номер рядка зберігаються як метадані для кожного запису. Система дозволяє додавати, замінювати, змінювати чи видаляти рядки у файлі будь-де, не перезаписуючи весь файл цілком.
- OS4000 – файлова система для міні-комп’ютерів серії GEC 4000 під керуванням ОС GEC OS4000 (британська міні-ЕОМ 1980-х років).
- Розширення FAT12/16/32 для роботи з записами – спеціальне розширення файлової системи FAT у деяких системах, що додавало підтримку файлів, організованих як записи (типи: довільний доступ, прямий доступ, з індексами та послідовний файл). Зокрема, така можливість була реалізована у Digital Research FlexOS, а також у IBM 4680 OS та Toshiba 4690 OS (системах для торговельних терміналів). Розмір запису зберігався окремо для кожного файлу (в спеціальних полях каталогу). Це дозволяло організовувати прості бази даних поверх FAT. (В інших ОС копіювання таких дисків призводило до втрати чи обнулення цих бітів без спеціальної обробки.)
- Послідовні методи доступу IBM – у мейнфреймових ОС IBM (z/OS, z/VSE) застосовуються спеціальні методи послідовного доступу до файлів як до наборів записів: Basic Sequential Access Method (BSAM), Basic Partitioned Access Method (BPAM) та Queued Sequential Access Method (QSAM). Вони реалізують роботу з файлами на рівні записів і використовуються через системні виклики, забезпечуючи високу ефективність для великих послідовних файлів. (Детальніше див. статті про access methods та data set в контексті IBM mainframe.)
- Pick Operating System – ОС Pick (створена Діком Піком) має унікальну файлову систему, яка одночасно є й базою даних. Вона зберігає дані з використанням хешування; файли являють собою таблиці, що індексуються ключами. Файлова система Pick дозволяє ефективно зберігати та витягувати дані за ключами, поєднуючи функції традиційної СУБД і ФС.
- Shared File System (SFS) – файлова система спільного доступу для системи IBM VM (віртуальні машини на мейнфреймі). Дозволяє декільком VM поділяти файлову систему.
- Virtual Storage Access Method (VSAM) – компонент мейнфреймових ОС IBM (z/OS, z/VSE), який реалізує складні структури даних для зберігання в файлах. VSAM можна розглядати як спеціалізовану файлову систему, оптимізовану під записо-орієнтовані набори даних. Забезпечує організацію файлів з довільним доступом за ключем, індексовані та зі змінною довжиною записів, широко використовується в COBOL-програмах та інших бізнес-застосунках на мейнфреймах.

## Файлові системи спільного дискового доступу (Shared-disk file systems)
Shared-disk файлові системи (вони ж файлові системи зі спільним сховищем, SAN-файлові системи або кластерні ФС) використовуються в конфігураціях, де декілька вузлів (серверів) мають безпосередній доступ до загального блочного сховища (наприклад, до дискового масиву у SAN – мережі зберігання). Такі системи дозволяють, щоб вихід з ладу одного вузла не заважав іншим вузлам продовжувати роботу з файловою системою. Зазвичай shared-disk ФС застосовуються в кластерах з високою готовністю, де сховище побудовано на апаратному RAID-масиві. Як правило, вони обмежені певною максимальною кількістю одночасних вузлів (наприклад, до 64 або 128).
Shared-disk ФС можуть бути симетричними (коли метадані розподілені між вузлами) або асиметричними (з виділеним сервером метаданих). Симетрична модель розподіляє навантаження, а асиметрична – спрощує узгодження доступу.
- CXFS – Clustered XFS від Silicon Graphics (SGI). Асиметрична кластерна ФС на базі XFS з виділеним сервером метаданих. Працює на Linux, macOS, Windows, Solaris, AIX та IRIX, дозволяючи спільний доступ до файлів між різними ОС.
- Dell Fluid File System (раніше відома як ExaFS) – пропрієтарна ФС від компанії Dell. Постачається у вигляді програмно-апаратного комплексу NAS. Реалізує спільнодисковий доступ: на кластері серверів (на базі x86) працює ця ФС, що обслуговує клієнтів по NFS v2/v3, SMB/CIFS та AFP. Підтримуються клієнти на Windows, macOS, Linux та інших UNIX-системах.
- Blue Whale Clustered File System (BWFS) – кластерна файлова система від компанії Zhongke Blue Whale. Асиметрична архітектура. Підтримує середовище Windows, Linux та macOS.
- SAN File System (SFS) – кластерна ФС від компанії DataPlow. Працює на Windows, Linux, Solaris і macOS. Може працювати як у симетричному, так і асиметричному режимі (є опції конфігурації).
- EMC Celerra HighRoad – кластерна файлова система від EMC (нині Dell EMC). Забезпечує доступ з Linux, AIX, HP-UX, IRIX, Solaris і Windows. Асиметрична (метадані керуються централізовано).
- Files-11 на VMSclusters – реалізація файлової системи OpenVMS (див. вище) у кластерному режимі (VAXcluster/VMScluster) ще з 1983 року (спочатку DEC, зараз HPE). Симетрична: кожен вузол може керувати метаданими спільно.
- GFS2 – Global File System 2 від компанії Red Hat. Відкрита кластерна ФС для Linux (ліцензія GPL). Може працювати як у симетричному режимі (з використанням протоколу розподілу блокувань GDLM), так і в асиметричному (з використанням менеджера блокувань GULM).
- IBM GPFS (General Parallel File System) – зараз відома як IBM Spectrum Scale. Пропрієтарна високопродуктивна кластерна ФС від IBM. Працює на Linux, AIX та Windows. Забезпечує паралельний доступ до файлів.
- Nasan Clustered File System – файлова система від компанії DataPlow (ймовірно, пов’язана з SAN FS). Працює на Linux і Solaris. Асиметрична архітектура.
- Oracle ACFS – ASM Cluster File System від Oracle. Працює на Linux (підтримана у Oracle Enterprise Linux 5 та RHEL 5). Симетрична кластерна ФС, інтегрована з менеджером дисків Oracle ASM.
- OCFS2 – Oracle Cluster File System v2, відкрита кластерна ФС від Oracle для Linux (GPL). Забезпечує симетричний доступ до спільного диска у кластерах (використовується блокування DLM).
- QFS – кластерна ФС від Sun Microsystems. Працює на Solaris (і як клієнт на Linux). Асиметрична: один сервер відповідає за метадані, клієнти – за доступ до даних. Може інтегруватися з FS Xsan на macOS.
- ScoutFS – відкрита кластерна файлова система від компанії Versity для Linux (GPL). Симетрична архітектура, орієнтована на високопродуктивний запис даних у кластері.
- StorNext File System (CVFS) – кластерна ФС від компанії Quantum. Асиметрична архітектура. Працює на AIX, HP-UX, IRIX, Linux, macOS, Solaris, Windows. Сумісна з Apple Xsan (Apple Xsan фактично є ребрендингом StorNext для macOS). Широко застосовується у медіаіндустрії для спільного монтажу відео.
- Veritas Storage Foundation – пакет від Symantec (раніше Veritas) для кластерного зберігання, включає кластерну файлову систему (VxFS з підтримкою кластерів). Підтримується на AIX, HP-UX, Linux, Solaris. Асиметрична (з централізованим керуванням метаданими).
- Xsan – кластерна файлова система від Apple (фактично сумісна зі StorNext). Асиметрична, працює на macOS, забезпечує спільний доступ по Fibre Channel або Ethernet. Використовується для побудови сховищ Xsan на Mac.
- VMFS – VMware File System, кластерна ФС від VMware/EMC для зберігання віртуальних машин на сховищах SAN. Підтримується гіпервізором VMware ESX(i). Симетрична (кілька хостів ESX можуть одночасно читати/писати на один LUN).

## Розподілені файлові системи
Розподілені файлові системи (Distributed file systems) або мережеві файлові системи – це файлові системи, до яких доступ здійснюється по мережі. Багато різних реалізацій було створено; зазвичай вони залежать від мережевих адрес ресурсів (location-dependent) і мають механізми керування доступом (ACL – списки контролю доступу), якщо не зазначено інше.
- 9P – протокол розподіленої файлової системи, розроблений в Bell Labs для ОС Plan 9 (згодом також використаний в ОС Inferno). Реалізація для Linux називається v9fs. Цей протокол унікальний тим, що не використовує ACL (спирається на власну модель безпеки Plan 9).
- Amazon S3 – мережеве сховище об’єктів від Amazon, яке також можна розглядати як файлову систему з точки зору REST-інтерфейсу. S3 не є традиційною файловою системою, але згадується в цьому списку як один з популярних хмарних протоколів зберігання (файли зберігаються як об’єкти в «відрах»).
- Andrew File System (AFS) – розподілена файловa система, що масштабовано підтримує велику кількість клієнтів і прозору роботу з даними незалежно від їхнього розташування. В AFS реалізований агресивний кеш на стороні клієнта та аутентифікація через Kerberos. Початково розроблена в CMU, пізніше підтримувалася Transarc/IBM; існують відкриті реалізації (OpenAFS) та Arla.
- Avere Systems – продукт компанії Avere, AvereOS створює файлову систему в мережі зберігання об’єктів. По суті, виступає як кешуючий філер: забезпечує доступ протоколами NAS (NFS/SMB) до бекенду на базі об’єктного сховища.
- DCE/DFS – Distributed File System у рамках середовища DCE від IBM/Transarc. Нагадує AFS, але зосереджена на повній підтримці POSIX-семантики файлової системи та високій доступності. Працювала на AIX та Solaris, була пропрієтарною.
- File Access Listener (FAL) – реалізація протоколу Data Access Protocol (DAP), що входить до стеку мережевих протоколів DECnet. FAL забезпечує віддалений доступ до файлів на системах Digital Equipment (VMS тощо) у мережі DECnet.
- Magma – розподілена файлова система, розроблена для раннього комп’ютера TX-0 (історична цікавина).
- MapR FS – розподілена високопродуктивна файлова система, що надає одразу декілька інтерфейсів: файловий, табличний (NoSQL) та черги повідомлень. Використовувалася в комерційному дистрибутиві Hadoop від компанії MapR (забезпечувала сумісність з HDFS, а також власні можливості).
- Microsoft Office Groove – система спільної роботи від Microsoft (програмне забезпечення Groove, пізніше інтегроване в SharePoint Workspace). Забезпечувала синхронізацію файлів у спільному робочому просторі через мережу. (Використовувалася, зокрема, для проєкту DoHyki – деталі не вказані.)
- NetWare Core Protocol (NCP) – протокол файлової мережі Novell NetWare. Використовувався в мережах на базі NetWare для доступу клієнтів MS-DOS/Windows до файлів на сервері. (Початково конкурував з SMB/CIFS у 90-х.)
- NFS – Network File System, спочатку розроблена Sun Microsystems. Стала стандартом мережевих файлових систем в Unix-подібних середовищах. Підтримує аутентифікацію Kerberos і кешування на клієнтах. Існують версії NFSv2, v3 (на основі UDP), NFSv4 (stateful, з розширеною безпекою). Дуже поширена в корпоративних мережах і середовищах Linux/Unix.
- OS4000 Linked-OS – компонент ОС GEC OS4000, що забезпечує розподілену файлову систему між кількома інсталяціями OS4000.
- Self-certifying File System (SFS) – глобальна мережна файлова система, розроблена для безпечного доступу до файлових ресурсів у різних адміністративних доменах. Кожен ресурс має «самопідписуване» ім’я (ключ), що забезпечує перевірку його достовірності без централізованого сервера.
- SMB (Server Message Block) – протокол мережевої файлової системи, початково розроблений IBM, але найбільш відома реалізація від Microsoft (LAN Manager, Windows). SMB – стандарт де-факто для мереж Windows, також відомий як CIFS (Common Internet File System). Використовується і в інших ОС для спільного доступу до файлів (напр. Samba на Linux). Підтримує аутентифікацію (в сучасних версіях – Kerberos, NTLM), управління доступом і блокування файлів.
- VaultFS – (див. вище) – у цьому контексті згадується як паралельна кластерна файлова система для Linux/Unix від Swiss Vault (що використовує алгоритми надлишкового кодування). Забезпечує горизонтальну масштабованість та відмовостійкість (опис детальніше в інших розділах).

## Розподілені відмовостійкі файлові системи
Ці розподілені файлові системи зберігають копії даних на кількох вузлах (серверах і/або клієнтах) для забезпечення високої доступності та можливості автономної роботи (офлайн-режиму). У разі відмови одного вузла дані лишаються доступними з інших.
- Coda – розподілена ФС, розроблена в Університеті Карнегі-Меллон. Орієнтована на адаптивну роботу при змінній пропускній здатності мережі і можливість роботи в автономному режимі (наприклад, для мобільних клієнтів) завдяки використанню кешу на боці клієнта. Є нащадком AFS-2. Доступна для Linux (GPL).
- Distributed File System (Dfs) від Microsoft – технологія розподіленої файлової системи у Windows (DFS Namespaces та DFS Replication). Зосереджена на прозорості розташування файлів у мережі та високій доступності. Дозволяє об’єднати кілька серверних ресурсів у єдине дерево і реплікувати дані між серверами. Працює на Windows, пропрієтарна.
- HAMMER та HAMMER2 – (див. вище) – у контексті відмовостійких розподілених систем: файлові системи DragonFly BSD, які можуть працювати у кластерному режимі (HAMMER2 проєктувався з можливістю кластеризації). Забезпечують реплікацію даних між вузлами.
- InterMezzo – розподілена файлова система від компанії Cluster File Systems. Використовувала для синхронізації HTTP-протокол. Була доступна для Linux (GPL), але проєкт закрито – розробники переключилися на створення Lustre.
- LizardFS – розподілена мережева файлова система, базована на коді MooseFS (fork-проєкт). Забезпечує зберігання даних на кількох серверах, які бачаться користувачу як єдине сховище. Доступна на Linux, FreeBSD, NetBSD, OpenSolaris, macOS; серверні компоненти можуть працювати і на Windows (через Cygwin).
- MooseFS – розподілена файлова система, що дозволяє розподілити дані між декількома фізичними вузлами (серверами), представленими користувачу як єдиний ресурс. Працює на Linux, FreeBSD, NetBSD, OpenSolaris, macOS; сервер (master та chunk-servers) може запускатися і на Windows під Cygwin. Підтримує реплікацію даних, масштабування. Відома своєю простотою налаштування та надійністю у зберіганні великих обсягів даних.
- Scality – комерційна розподілена файлова система від компанії Scality. Орієнтована на високу відмовостійкість: забезпечує збереження даних при виході з ладу дисків чи вузлів шляхом багатакратної реплікації чи використання кодів відмовостійкості.
- Tahoe-LAFS – Least-Authority File Store, відкрита (GPLv2+) безпечна децентралізована файлова система. Побудована за принципом «найменшої необхідної довіри»: дані шифруються на клієнті, розподіляються по вузлах із надлишковістю, причому жодному окремому вузлу не довіряється вся інформація. Працює на Linux, Windows, macOS; стійка до компрометації окремих серверів або вузлів.
- Розширення FAT12/16/32 для автопоширення – (аналогічно описаному вище розширенню FAT для записів) – в IBM 4680 OS та Toshiba 4690 OS існувало також розширення FAT, яке дозволяло автоматично розподіляти файли між кількома вузлами. Для кожного файлу можна було задати атрибути: зберігати локально, дзеркалювати при записі, дзеркалювати при закритті, складати (compound) копії на інших вузлах тощо. Ці атрибути зберігались у спеціальних полях директорії. Це рішення було специфічним для зазначених систем і не поширилось на інші платформи.
- OpenHarmony Distributed File System (HMDFS) – розподілена файлова система в екосистемі HarmonyOS від Huawei. Дозволяє різним пристроям (смартфонам, планшетам, IoT) прозоро обмінюватися файлами, коли вони підключені до однієї мережі. Підтримує крос-пристроєвий доступ: наприклад, один пристрій може відкрити файл, що фізично зберігається на іншому, без явного копіювання. Забезпечує автоматичну синхронізацію файлів між множинними вбудованими пристроями і крайовим сервером.
- VaultFS – (див. вище) – розподілена файлова система, що допускає побудову повністю децентралізованої схеми (peer-to-peer) з гнучкою конфігурацією надлишковості (erasure coding) та механізмами виявлення «bitrot» (поступового псування даних). Може динамічно витримувати відмови носіїв і серверів без втрати даних.

## Розподілені паралельні файлові системи
Ці файлові системи розподіляють (розшаровують) дані між багатьма серверами для досягнення високої продуктивності, особливо в задачах HPC (високопродуктивних обчислень).
Деякі з таких систем використовують концепцію об’єктного сховища (object storage device, OSD): дані розбиваються на об’єкти і зберігаються на data-серверах (наприклад, OST в Lustre), тоді як метадані керуються окремими серверами.
- BeeGFS (колишня назва FhGFS) – апаратно-незалежна паралельна файлова система, розроблена в Fraunhofer Society (Німеччина). Ліцензія: клієнтська частина – GPLv2, серверні компоненти – пропрієтарні (безкоштовні для невиробничого використання). Працює на Linux. BeeGFS відзначається простотою налаштування і високою продуктивністю, використовується на деяких з найшвидших обчислювальних кластерів у світі. Підтримує розподілене зберігання метаданих та striping файлів (розподіл частин файлу по кількох серверах). Можлива реплікація томів з автоматичним перемиканням (failover) та самовідновленням.
- Lustre – відкрита високопродуктивна паралельна файлова система для Linux, спочатку розроблена компанією Cluster File Systems, тепер розвивається спільнотою OpenSFS. Ліцензії GPLv2 та LGPL. Lustre є POSIX-сумісною і використовується на багатьох найпотужніших суперкомп’ютерах (більшість систем зі списку Top-500 HPC). Архітектура Lustre включає окремі сервери метаданих (MDS) та зберігання даних на об’єктних серверах (OSS/OST). Lustre підтримує високу доступність через механізми failover серверів зберігання.
- PVFS (Parallel Virtual File System, PVFS2, OrangeFS) – паралельна файлова система, спочатку розроблена для зберігання образів віртуальних систем. Орієнтована на оптимізацію запису без спільного доступу (non-shared writes) для підвищення продуктивності. Доступна на Linux (GPL). Забезпечує розподіл файлів по кількох серверах з паралельним доступом.
- VaultFS – (див. вище) – може працювати у конфігурації, коли фрагменти даних (chunks) разом з надлишковими блоками розподіляються по багатьох дисках D+P (Data + Parity) в кластері, що забезпечує як паралельний доступ, так і відмовостійкість.

## Розподілені паралельні відмовостійкі файлові системи
Цей клас розподілених файлових систем одночасно забезпечує паралельний доступ і відмовостійкість шляхом розподілу та реплікації даних між багатьма серверами. Вони призначені для сценаріїв, де важливі і висока продуктивність, і збереження даних у разі відмови вузлів. Такі ФС використовуються як у високопродуктивних обчисленнях (HPC), так і в кластерах з високою готовністю.
Усі системи, перелічені нижче, сфокусовані на високій доступності, масштабованості та продуктивності (якщо не зазначено інше).
Розробка / Авторство / Ліцензія / Сумісні ОС / Опис системи:
- Alluxio – розроблена спочатку в UC Berkeley (проєкт Tachyon), тепер розвивається компанією Alluxio. Ліцензія Apache. Працює крос-платформено. Є віртуальною розподіленою файловою системою (VDFS), що абстрагує різні сховища даних (файлові системи, об’єктні сховища) і надає єдиний уніфікований доступ до них з прискоренням (кешуванням) даних у пам’яті.
- BeeGFS – (див. вище) – розроблена у Fraunhofer, ліцензія клієнта GPLv2, сервер – пропрієтарна. Працює на Linux. Безкоштовна у використанні (для підтримки доступна комерційна підтримка). Орієнтована на простоту розгортання та високу швидкодію; використовується на багатьох великих кластерах HPC. BeeGFS підтримує реплікацію даних між серверами з автоматичним перемиканням при відмові і самовідновленням.
- CephFS – компонент розподіленого сховища Ceph (розробка Inktank Storage, тепер належить Red Hat). Ліцензія LGPL. Працює в ядрі Linux (включено з 2010 року) та через FUSE-клієнт; також є клієнт для FreeBSD. Ceph – масштабоване об’єктне сховище, основою якого є RADOS (Reliable Autonomic Distributed Object Store). Ceph забезпечує три види зберігання: об’єктне (через API або S3/Swift), блочні пристрої (для підключення до хостів KVM/QEMU) та POSIX-сумісну файлову систему (CephFS), яку можна монтувати на клієнтах Linux. CephFS використовує централізовані сховища об’єктів (OSD) для даних та може мати розподілені сервери метаданих для масштабування.
- Chiron FS – відкрита (GPLv3) файлова система для Linux, побудована на основі FUSE. Забезпечує прозору реплікацію файлів, працюючи поверх існуючої локальної ФС (реалізує на рівні файлової системи те, що RAID1 робить на рівні блочних пристроїв). Можна вибірково задавати директорії для реплікації (не обов’язково цілий розділ). Проєкт наразі не активний – після 2008 року діяльності не видно; запит про статус у форумі ChironFS у жовтні 2009 залишився без відповіді.
- CloudStore – розподілена файловa система, розроблена компанією Kosmix. Ліцензія Apache. Є аналогом Google File System; надалі проект був замінений на Quantcast File System (QFS).
- dCache – розподілена файлова система, створена співпрацєю німецького центру DESY та інших. Ліцензія пропрієтарна (безкоштовна для некомерційного використання). Працює на Linux. dCache – це система, оптимізована для моделі «одноразового запису, багаторазового читання» (Write Once, Read Many); забезпечує доступ до файлів через різні протоколи (NFSv4.1, GridFTP, WebDAV тощо). Використовується переважно в наукових GRID-обчисленнях для зберігання великих обсягів даних експериментів.
- GPFS (IBM General Parallel File System, тепер IBM Spectrum Scale) – розробка IBM. Пропрієтарна. Працює на Linux, Windows, AIX. Забезпечує POSIX-сумісну високопродуктивну паралельну файлову систему. Підтримує синхронну реплікацію даних між підключеними сховищами (для високої доступності), а також асинхронну реплікацію на віддалені майданчики. GPFS має можливість використовувати erasure coding (розподілене збереження з надлишковим кодуванням) на дискових шафах з двома шляхами (dual-homed SAS) та розподіл даних між багатьма сховищами.
- Gfarm – розподілена файлова система, розроблена японським проєктом NPO Tsukuba OSS. Ліцензія X11 (BSD-подібна). Працює на Linux, macOS, FreeBSD, NetBSD, Solaris. Для зберігання метаданих використовує СУБД PostgreSQL, а монтується у систему через FUSE. Gfarm призначена для GRID/HPC, забезпечує єдиний простір імен для файлів розподілених між вузлами.
- GlusterFS – розподілена файлова система, розроблена компанією Gluster (згодом придбаною Red Hat). Відкрита (GPLv3). Працює на Linux (також порти на NetBSD, FreeBSD, OpenSolaris). GlusterFS – загального призначення масштабована мережна ФС, яка агрегує різні «цеглинки» зберігання (bricks) через InfiniBand RDMA або TCP/IP в єдину велику паралельну файлосистему. Є основою продукту Red Hat Storage Server. Архітектура безметаданна: кожен вузол містить частину даних і відповідає за них, що спрощує масштабування.
- Google File System (GFS) – внутрішня пропрієтарна розподілена файлова система корпорації Google. Орієнтована на високу відмовостійкість, пропускну здатність і масштабованість для величезних кластерів серверів. Використовує реплікацію даних (звичайно 3 копії) і розбиття файлів на великі блоки. GFS був фундаментом для зберігання в ранніх технологіях Google (стаття 2003 року про GFS стала класичною).
- Hadoop Distributed File System (HDFS) – відкрита реалізація ідей GoogleFS, розроблена в Apache Hadoop. Ліцензія Apache. Крос-платформна (Java). HDFS – базова складова Hadoop, забезпечує зберігання дуже великих файлів з розподілом по численних вузлах кластера, з реплікацією (типово 3 копії) для відмовостійкості. Не повністю POSIX-сумісна, але оптимізована для послідовного доступу до великих файлів.
- IBRIX Fusion – пропрієтарна паралельна файлова система від компанії IBRIX (пізніше придбана HP). Застосовувалася у HPC і корпоративних середовищах (наприклад, HP StorageWorks X9000). Детального опису в даному списку не наведено.
- JuiceFS – відкрита (Apache License) POSIX-сумісна файлова система, розроблена компанією Juicedata для хмарних застосувань. Крос-платформна (написана на Go, працює через FUSE). JuiceFS зберігає метадані в Redis, а дані – в об’єктному сховищі (наприклад, S3). Орієнтована на cloud-native середовище, забезпечує сумісність з Hadoop/Spark та ін.
- LizardFS – (див. вище) – fork MooseFS. GNU GPLv3, крос-платформна. Забезпечує високу доступність, POSIX-сумісність; на відміну від MooseFS, офіційно підтримує клієнти під Windows. Націлена на надійне зберігання великих даних з реплікацією.
- Lustre – (див. вище) – POSIX-сумісна високопродуктивна файлова система для Linux. Використовується на переважній більшості суперкомп’ютерів топ-рівня. Забезпечує як паралельний доступ, так і високу доступність (за рахунок дублікатів серверів MDS/OSS). Є де-факто стандартом для зберігання у наукових обчисленнях.
- MapR FS – (див. вище) – пропрієтарна ФС від MapR для Linux. Дуже масштабована, POSIX-сумісна, відмовостійка (метадані теж розподілені і дубльовані). Надає інтерфейси HDFS та NFS клієнтам, а також власний NoSQL API та сумісність з Kafka (в MapR FS вбудовані таблиці і потоки). Використовувалася в комерційному дистрибутиві Hadoop (MapR).
- MooseFS – (див. вище) – гібридна ліцензія (GPLv2 для open-source версії та комерційна для Enterprise). Крос-платформна (Linux, *BSD, macOS, OpenSolaris; клієнти також Windows). MooseFS – відмовостійка, високо доступна, масштабована мережева файлова система. Розподіляє дані по кількох серверах (компоненти: один Master Server, кілька Chunk Server-ів). Підтримує до кількох сотень терабайт (і більше) як єдине сховище. Реплікація налаштовується на рівні файлу (можна задати кількість копій). Для користувача виглядає як звичайна Unix-файлова система (монтується, підтримує стандартні операції).
- ObjectiveFS – пропрієтарна розподілена файлова система від Objective Security Corp. Працює на Linux та macOS. POSIX-сумісна спільна мережна ФС, яка використовує об’єктне хмарне сховище як бекенд (підтримуються AWS S3, Google Cloud Storage та інші S3-сумісні сховища). Придатна для розгорнення у хмарних середовищах для спільного доступу до даних.
- OneFS (розподілена) – (див. вище) – кластерна файлова система від Isilon (EMC). Пропрієтарна, базується на FreeBSD, працює на виділених апаратних вузлах Isilon. Забезпечує одночасний доступ по NFS v3 та SMB/CIFS для клієнтів Windows, macOS, Linux та ін. Спрямована на спрощення управління великими об’ємами даних у кластері (система «накопичувачів» з автоматичним балансуванням і відмовостійкістю).
- OIO-FS – файлова система компанії OpenIO. Пропрієтарна, для Linux. OIO-FS надає файловий інтерфейс до бекенда OpenIO SDS (розподіленого об’єктного сховища). Побудована на базі FUSE і презентує користувачам POSIX-сумісну файлосистему, яка може бути доступна як локально, так і по мережі (через стандартні протоколи NFS або SMB).
- PanFS – паралельна файлова система від компанії Panasas. Пропрієтарна. Працює на Linux (сервер), клієнти для Linux, macOS, FreeBSD. POSIX-сумісна, високопродуктивна (використовується у HPC-кластерах). Використовує erasure coding та знімки (snapshots) для захисту даних. Архітектура заснована на масштабованому об’єктному сховищі; акцент робиться на прозорому відновленні після відмов і простоті використання.
- Quobyte (DCFS) – розподілена файловa система від компанії Quobyte. Пропрієтарна. Підтримує Linux, macOS, FreeBSD (клієнти). Quobyte – відмовостійка паралельна POSIX-сумісна ФС, яка також надає інтерфейси блочного зберігання (для віртуальних машин) і об’єктного (S3). Має розвинені корпоративні функції: розподіл на тенантів (multi-tenancy), сильну автентифікацію, шифрування даних. Відмовостійкість без «роздвоєння» (split-brain) досягається за рахунок використання алгоритму консенсусу (Paxos) для вибору головного вузла і надлишкового кодування (erasure coding) для зберігання.
- RozoFS – розподілена файлова система від Rozo Systems. Відкрита ліцензія GPLv2. Працює на Linux. POSIX-сумісна паралельна ФС, орієнтована на відмовостійкість і високу швидкодію. Особливість – використання коду Можетта (Mojette erasure code) для зниження надлишковості: забезпечує захист із меншими накладними витратами, ніж пряма реплікація даних.
- Scality – (див. вище) – комерційна файлова система Scality RING. Пропрієтарна, для Linux. POSIX-сумісна (через драйвер), фокусується на високій доступності та продуктивності. Також надає інтерфейси S3/REST і NFS. (У цій категорії розглядається паралельна і відмовостійка реалізація.)
- Tahoe-LAFS – (див. вище) – відкрита, крос-платформна, безпечна, децентралізована, відмовостійка файлова система, яка також є одноранговим сховищем даних (P2P). Використовує розподіл даних по вузлах з шифруванням; для збереження цілісності даних застосовує надлишкове кодування та принцип розподілу довіри.
- VaultFS – (див. вище) – пропрієтарна файлова система від Swiss Vault для Linux/Unix. Повністю однорангова (peer-to-peer) архітектура без виділених головних вузлів чи вузлів відмовного перемикання. Динамічно конфігуроване надлишкове кодування (anyData + anyParity) забезпечує стійкість до «bitrot» і апаратних збоїв. POSIX- та S3-сумісна.
- XtreemFS – розподілена файлова система для географічно розподілених середовищ (Grid). Розроблена в рамках європейських проєктів Contrail та MoSGrid. Ліцензія BSD-3. Працює на Linux, Solaris, macOS, Windows (крос-платформна, написана на Java/C++). XtreemFS підтримує реплікацію даних для відмовостійкості та кешування метаданих/даних для пришвидшення роботи на мережах з високою затримкою (WAN). Має вбудовану підтримку SSL і сертифікатів X.509 для безпечної роботи через відкриті мережі. Також підтримує striping (розбиття файлу на смуги між серверами) для використання в кластерах.

У розробці:
- zFS від IBM (не плутати з Sun ZFS чи з HFS (зFS) в IBM z/OS) – дослідницький проєкт IBM з розробки розподіленої децентралізованої файлової системи з акцентом на кооперативне кешування та розподілені транзакції. Використовує об’єктні пристрої зберігання. Знаходиться на стадії розробки, у відкритому доступі недоступна.
- HAMMER/ANVIL – розробка Метта Діллона (DragonFly BSD) для створення кластерної версії HAMMER2 з кодовою назвою ANVIL (поки що експериментально).
- pNFS (Parallel NFS) – розширення протоколу NFS для паралельного доступу. Клієнти реалізовані в Linux та OpenSolaris; серверні бекенди розробляли NetApp, Panasas, EMC, IBM GPFS тощо. Надає можливість паралельно читати/писати файли на різні сховища, узгоджуючи це через метадані.
- CRFS (Coherent Remote File System) – розподілена файлова система, що вимагає наявності Btrfs; ймовірно, експериментальний проєкт для створення когерентної віддаленої ФС з використанням можливостей Btrfs.
- POHMELFS (Parallel Optimized Host Message Exchange Layered File System) – експериментальна паралельна мережева файлова система для Linux. Має додатковий модуль DST (Distributed Storage) для розподілу навантаження. POSIX-сумісна. Була включена до ядра Linux 2.6.30, але широкого використання не здобула.

## Однорангові (peer-to-peer) файлові системи
(Деякі такі системи також називають cooperative storage cloud – «кооперативна хмара зберігання». Вони припускають рівноправний обмін файлами між багатьма вузлами без централізованого сервера.)
- IBM Cloud Object Storage – розподілена однорангова система зберігання (продукт IBM, раніше відомий як Cleversafe). Використовує розширені алгоритми інформаційного дисперсного кодування (Cauchy Reed–Solomon), що розбивають дані на невпізнавані «шматочки» та розсилають їх по багатьох вузлах через захищені інтернет-з’єднання. Жоден з окремих вузлів не містить достатньо інформації, щоб відновити дані, – для цього потрібно певна мінімальна кількість фрагментів.
- Scality – мережеве файлове сховище компанії Scality, яке працює за схемою peer-to-peer (використовує алгоритм розподіленого хеш-кільця Chord для організації вузлів). Забезпечує масштабоване зберігання без централізованого каталогу.
- IPFS – InterPlanetary File System, однорангова глобально розподілена контент-орієнтована файлова система. Кожен вузол IPFS зберігає вміст і індексує його за криптохешами, що дозволяє звертатися до файлу за його контентом, а не місцем. Мережа IPFS працює поверх інтернету, утворюючи децентралізоване сховище та веб (використовується в проектах Web3).
- VaultFS – (див. вище) – в режимі peer-to-peer: повністю однорангова файлова система з розподіленими даними та метаданими, без окремих головних або резервних вузлів. Кожен вузол рівноправний, дані захищені розподіленим кодуванням і відмовостійкі завдяки дублікатам/надлишковості.

## Файлові системи спеціального призначення
Цей розділ охоплює різноманітні файлові системи, створені для специфічних цілей або з нестандартною логікою роботи.
- aufs – advanced multi-layered unification filesystem, поліпшена версія об’єднувальної ФС UnionFS (stackable unification FS). Дозволяє об’єднувати кілька каталогів (гілок) у єдину віртуальну файлову систему, при цьому фізично файли лишаються роздільно. Широко використовувалася раніше для LiveCD/LiveUSB Linux та інших застосувань.
- AXFS – Advanced XIP File System, легковагова ФС для Linux з підтримкою XIP (eXecute In Place – виконання програм прямо з носія без копіювання у RAM). Читання тільки для економії пам’яті, використовується у вбудованих системах.
- Barracuda – файловий сервер (WebDAV plug-in) для вбудованих пристроїв. Забезпечує безпечний доступ до файлів по мережі (HTTPS/WebDAV) на обмежених ресурсах.
- Boot File System – файлова система завантаження, що використовується в SCO UnixWare для зберігання файлів, необхідних під час завантаження ОС (аналог BootFS).
- CDfs – Compact Disc File System – віртуальна файлова система Linux, яка надає доступ до вмісту CD-дисків на рівні доріжок. Кожна доріжка (трека) CD представлена окремим файлом: дані, аудіо тощо, що дозволяє витягати їх напряму.
- Compact Disc File System (Windows) – експериментальна підтримка запису на CD у Windows (наприклад, у Windows XP був CD Writing Wizard). Тут згадується як окрема ФС для читання/запису CD, але широкого використання не набула.
- cfs – Caching File System, загальна назва для декількох прототипів файлових систем, що використовували кешування (можливо йдеться про старий UNIX cfs – файлову систему, що кешує NFS, або про шифруючий CFS – Cryptographic File System від Матта Блейза; але в цьому списку, схоже, мається на увазі кешуюча FS).
- Cramfs – Compressed ROM File System, компактна файлова система лише для читання з стисненням. Використовувалася в Linux на початкових стадіях завантаження або у вбудованих пристроях з ПЗП, оскільки займає мінімум місця.
- Davfs2 – драйвер для монтування WebDAV-сховищ як локальної файлової системи (на базі FUSE або kernel module). Дозволяє звертатися до WebDAV (HTTP) ресурсів через стандартні операції з файлами.
- Freenet – децентралізована P2P-система зберігання та поширення інформації, стійка до цензури. Дані розподіляються та шифруються між вузлами мережі Freenet; файли доступні за хеш-ключами. Використовується як анонімне сховище та платформа для розподілених додатків (форуми, мікроблоги тощо). (Є реалізація Freenet Filesystem поверх FUSE, що дозволяє монтувати Freenet як ФС.)
- FTPFS – файлова система, яка надає доступ до FTP-ресурсів як до локальних файлів. По суті, це клієнт FTP, інтегрований у ФС (приклад – ftpfs у складі Linux LUFS або в Midnight Commander).
- GmailFS – Google Mail File System, жартівлива і практична реалізація використання поштової скриньки Gmail як віддаленого сховища файлів. Через інтерфейс Gmail (SMTP/IMAP) файли зберігалися як листи у скриньці. Працювало через FUSE-модуль на Linux. (З часом Google закрив можливості для таких нестандартних застосувань.)
- GridFS – специфікація для зберігання великих файлів у NoSQL базі MongoDB. Коли файл перевищує обмеження розміру BSON-документа (16 МБ), він розбивається на частини та зберігається у колекції MongoDB (частини + окрема колекція метаданих). GridFS не є файловою системою в традиційному сенсі, але часто використовується через драйвери як спосіб зберігання файлів у базі даних.
- lnfs – long names filesystem, драйвер або прошарок, що дозволяв у старих ОС (наприклад, DOS) працювати з «довгими іменами» файлів. Можливо, йдеться про файлову систему Linux (umsdos?) з підтримкою довгих імен через зберігання додаткової інформації.
- LTFS – Linear Tape File System, файловий інтерфейс для стрічкових накопичувачів LTO. Організовує магнітну стрічку як двосмугову: одна доріжка містить індекс (каталог), інша – дані. LTFS дозволяє використовувати стрічку як знімний носій з файлами, які бачить користувач у провіднику. Підтримується для LTO-5 і вище, полегшує обмін даними на стрічках.
- MVFS – MultiVersion File System, пропрієтарна ФС, що використовується в системі керування версіями IBM Rational ClearCase. Дозволяє одночасно бачити різні версії файлів (через dynamic views). По суті накладає версіонування на звичайну ФС, забезпечуючи розробникам прозорий доступ до різних версій файлів у сховищі.
- Nexfs – файлова система (пропрієтарна, від компанії Nexus) яка поєднує блокове, файлове, об’єктне та хмарне зберігання в єдиному пулі з авто-тірингом. POSIX-сумісна. Мета – прозоро переміщати дані між різними рівнями (SSD, HDD, об’єктне, хмара) для оптимізації зберігання.
- OverlayFS – легковагова реалізація union mount в Linux (в ядрі з 3.18). Дозволяє накладати одну файлову систему на іншу: наприклад, одна в режимі тільки читання, інша – запис, створюючи ілюзію єдиної. Широко використовується, зокрема, Docker для зберігання образів контейнерів (накладає «шари» файлової системи).
- romfs – проста «чорно-біла» (read-only, minimalist) файлова система для Linux. Використовується для образів ПЗП з статичним вмістом. Має мінімальні накладні витрати (проста структура каталогу).
- SquashFS – стиснута тільки для читання файлова система для Linux. Забезпечує високий ступінь стиснення (підтримує gzip, LZMA/XZ, LZO тощо) і ефективне читання. Застосовується в LiveCD, вбудованих пристроях, для контейнерів (наприклад, appimage) – коли потрібна економія місця.
- UMSDOS, UVFAT – файлові системи, що розширюють FAT для кращої підтримки Unix-подібних ОС (Linux). UMSDOS (Unix MSDOS) дозволяла Linux зберігати інформацію про права доступу і типи файлів на розділі FAT16, використовуючи додаткові файли-метадані. UVFAT – подібне розширення для VFAT, підтримувала довгі імена (VFAT) і також атрибути Unix. Ці рішення дозволяли запускати Linux на розділі FAT без переформатування.
- UnionFS – стекова файлова система для об’єднання вмісту кількох каталогів. Дозволяє накладати декілька файлових систем так, що вони видно як одна. Була першим подібним рішенням (до aufs, OverlayFS). Використовувалася у LiveCD (наприклад, старі версії Knoppix) та деяких схожих задачах.
- VaultFS – (див. вище) – у цьому розділі підкреслено специфічну функцію: VaultFS може одночасно використовувати різні технології магнітних дисків – з черепичним записом SMR (Shingled Magnetic Recording) – щоб досягти максимальної щільності зберігання. Тобто VaultFS здатна керувати даними на дисках SMR і звичайних (CMR) разом, оптимізуючи простір.
- Venti – система зберігання даних для ОС Plan 9, яка реалізує принцип дедуплікації. Venti зберігає дані блоками, адресованими за хеш-сумою (SHA1), тому якщо два блоки ідентичні – зберігається лише один. Venti часто використовується спільно з Plan9-файловою системою Fossil: Fossil зберігає актуальні дані, а Venti – архівні знімки.

## Псевдофайлові системи
Псевдофайлові системи – це файлові системи, які не зберігають дані на постійному носії, а надають інтерфейс до ресурсів ОС (пристроїв, інформації про процеси тощо). Такі ФС «монтуються» в системі, але їхній вміст генерується динамічно ядром або відповідними службами.
- devfs – віртуальна файлова система в Unix-подібних ОС для динамічного керування вузлами пристроїв (/dev). Автоматично створює/видаляє файли пристроїв при підключенні/відключенні обладнання. (Застаріла в Linux, замінена udev + tmpfs, але концепція лишається важливою.)
- procfs – proc filesystem, псевдо-ФС, що відображає інформацію ядра про запущені процеси та інші аспекти системи (в Linux монтується в /proc). Кожен процес представлений каталогом з інформаційними файлами (стан, пам’ять, дескриптори тощо). Дозволяє зчитувати дані про систему через файловий інтерфейс.
- tmpfs – тимчасова файлова система, що розміщується в оперативній пам’яті (RAM). Використовується для створення швидкого сховища, яке зникає при перезавантаженні. В Linux tmpfs монтується на /run, /tmp, а також використовується для динамічних областей (/dev/shm тощо).
- sysfs – віртуальна файлова система в Linux (монтується зазвичай в /sys), що містить інформацію про пристрої, драйвери та структури ядра (шини, модулі, файлові системи тощо). Дозволяє не лише читати, але й налаштовувати деякі параметри ядра через запис у спеціальні файли.
- debugfs – спеціальна відладочна файлова система в Linux (/sys/kernel/debug). Надає інтерфейси до внутрішніх структур ядра для розробників та адміністраторів з метою налагодження (вимикається у релізних збірках ядра або вимагає спеціальних дозволів).
- configfs – віртуальна файлова система Linux для налаштування ядра. На відміну від sysfs (який лише відображає наявні об’єкти), configfs дозволяє створювати нові об’єкти через файлову систему, налаштовуючи тим самим компоненти ядра. Монтується через /config (використовується, наприклад, деякими модулями для отримання конфігурації від користувача).
- sysctlfs – псевдофайлова система, що дає доступ до sysctl-параметрів (налаштувань ядра) через файловий інтерфейс. Існує реалізація для NetBSD (через PUFFS), стороння реалізація для ядра FreeBSD, а в Linux функціонал sysctlfs фактично включений до procfs (файли в /proc/sys).
- kernfs – файлова система ядра, наявна в деяких BSD (особливо NetBSD). Надає доступ до змінних стану ядра, подібно до sysctlfs або Linux /proc і /sys.
- WinFS – (Windows Future Storage) – проєкт файлової системи від Microsoft на основі реляційної бази даних (SQL Server) для ОС Windows. Планувався як семантична ФС, де файли та їхні властивості зберігаються у БД для швидкого пошуку та організації. WinFS не був випущений як продукт (проект закрито у 2006 році), але концепції частково реалізовані в пошуку Windows та інших функціях.
- wikifs – серверний додаток для ОС Plan 9, що реалізує віртуальну «вікі»-файлову систему. Дозволяє через файловий інтерфейс редагувати сторінки wiki (в Plan 9 все – файл, тож навіть веб-сторінки wiki представляються файлами, а wikifs забезпечує їх мережеву синхронізацію).

## Шифровані файлові системи
Деякі з цих систем реалізовані як stacked – накладаються поверх іншої ФС, шифруючи прозоро дані; інші – повноцінні ФС з підтримкою шифрування.
- eCryptfs – enterprise Cryptographic File System, накладна шифруюча файлова система в Linux (в ядрі з версії 2.6.19). Працює поверх існуючої ФС, шифруючи окремі файли (кожен файл представлений у вигляді зашифрованих даних у нижчій ФС). Використовувалася, наприклад, для домашніх текас шифрованих користувачів в Ubuntu.
- EncFS – відкрита (GPL) шифрована файлова система в просторі користувача (FUSE). Створює зашифрований каталог, який монтується як звичайний каталог з розшифрованими файлами при введенні пароля. Популярна для шифрування окремих директорій на хмарних дисках тощо.
- EFS (Encrypting File System) – шифруюча файлова система для Windows (починаючи з Windows 2000) та підтримка в AIX. Це розширення NTFS: на рівні NTFS додано можливість шифрувати файли прозоро для користувача, ключі шифрування пов’язані з обліковим записом Windows. Забезпечує шифрування «на льоту» для захисту даних від несанкціонованого доступу.
- VaultFS – (див. вище) – підтримує опційне шифрування: можна налаштувати одночасно декілька алгоритмів шифрування для різних файлів чи каталогів, як при зберіганні («at rest»), так і при передачі («in motion»).
- ZFS – (див. вище) – сучасні версії OpenZFS підтримують вбудоване шифрування томів. Можна зашифрувати окремі файлові системи ZFS, використовуючи ключі шифрування з можливістю їх ротації та керування.

## Інтерфейси файлових систем
Ці технології самі по собі не є файловими системами, але надають інфраструктуру для роботи файлових систем у просторі користувача або доступ до віддалених ФС.
- FUSE – Filesystem in Userspace, інтерфейс, що дозволяє реалізувати логіку файлової системи у користувацькому просторі, а через спеціальний модуль ядра підключати її як звичайну ФС. FUSE набув великого поширення в Linux (і не тільки): існують десятки ФС на FUSE (sshfs, encfs, google-drive-ocamlfuse тощо). FUSE прийшов на зміну застарілому LUFS і добре підтримується.
- LUFS – Linux Userland File System, ранній проєкт користувацьких ФС для Linux. Зараз вважається застарілим на користь FUSE.
- PUFFS – Paths in Userspace, File System Framework для NetBSD (аналог FUSE). Дозволяє писати файлові системи у просторі користувача на NetBSD; має шар сумісності librefuse для портування FUSE-програм.
- Secure SHell FileSystem (SSHFS) – файлова система на основі FUSE, що дозволяє монтувати віддалений каталог через SSH-з’єднання. Використовує лише доступ по SSH (SFTP) для передачі файлів, тож не потребує спеціального серверного ПЗ (тільки SSH-доступ). Зручна для безпечного віддаленого доступу.
- VFS – Virtual File System, або «віртуальна файловa система» – це шар абстракції в ядрах Unix-подібних ОС, що уніфікує роботу з різними реальними файловими системами. VFS дозволяє ОС підтримувати багато типів ФС (ext4, NTFS, NFS тощо), надаючи єдиний API для операцій над файлами. (Термін може також використовуватися для конкретних реалізацій, але тут, ймовірно, просто перераховано для повноти.)